# Font de la Vall de Santa Creu
Font de la Vall de Santa Creu o Font d'en Garlapa és una font del municipi del Port de la Selva inclosa en l'Inventari del Patrimoni Arquitectònic de Catalunya.

## Descripció
Situada a ponent del nucli urbà de la població del Port de la Selva, entre el puig de la Vall i el coll del Perer, a la banda de ponent del veïnat de la Vall de Santa Creu al qual pertany.
Font situada a l'extrem septentrional d'una esplanada curosament enllosada amb pissarra i limitada per altes parets de contenció resseguides per bancs d'obra correguts. La font està encastada en el marge i està formada per un arc de mig punt bastit amb lloses de pedra allargades lligades amb morter. L'arc emmarca un mur emblanquinat que presenta una obertura quadrada, delimitada per quatre carreus de pedra, i tancada amb una portella de ferro. El brollador, situat a la base de l'estructura, està encastat en una gran llosa de pissarra disposada en vertical, on es llegeix una inscripció malmesa: "VEV i TAPA/I7(?)O". Mitjançant un canaló de pedra, l'aigua omple un gran bassi tallat a la roca, refet modernament. L'aigua sobrant s'escolava per un regueró vers la riera de la vall i també omplia dos safareigs situats al costat de llevant de l'esplanada. A ponent de la font hi ha un dipòsit-brollador de planta quadrangular amb la coberta piramidal i el ràfec de dents de serra, rematat amb una peça de terrissa vidriada verda. A la part frontal de la coberta hi ha gravada la data "30-06-1931". Tant el brollador com la pica són de pedra. La construcció està arrebossada i emblanquinada.

## Història
L'existència de la font deu explicar, en bona part, la fundació en aquest lloc de l'antiga cel·la monàstica de Sant Fruitós, de la qual es tenen notícies des de l'any 866 com a possessió del monestir de Sant Esteve de Banyoles, i des de l'any 948 sota el domini de Sant Pere de Rodes. El nom popular de la font i la inscripció que hi fou gravada han donat lloc a un rodolí que tots els habitants d'una certa edat d'aquesta rodalia coneixen: "La Font d'En Garlapa: beu i tapa".